# Schweighofer (Klavierbauer)
Schweighofer ist der Name einer österreichischen Klavierbauer-Familie und des von ihr gegründeten Unternehmens, welche von etwa 1792 bis 1938 Tasteninstrumente von hoher Qualität baute.

## Unternehmensgeschichte

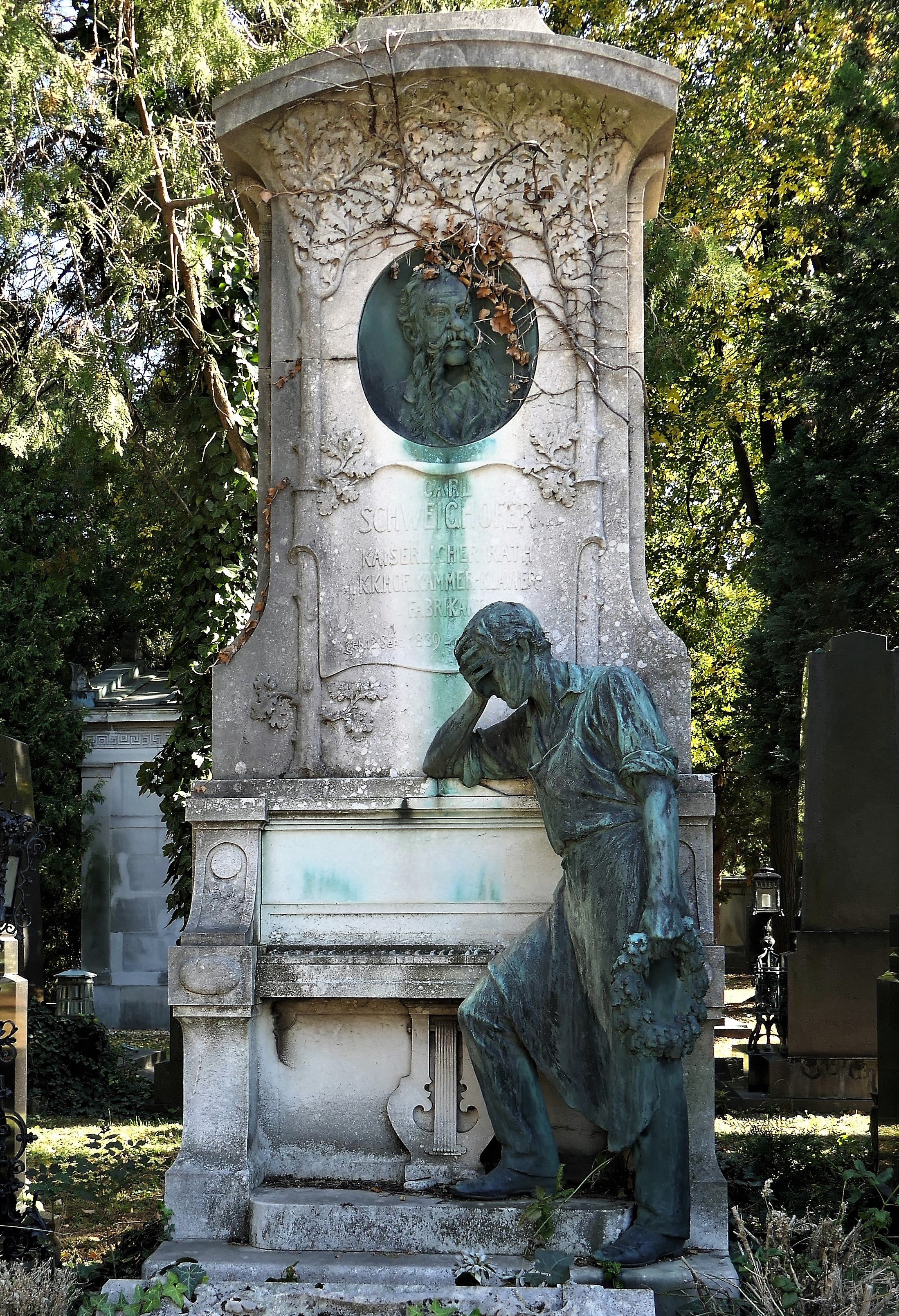
Grabmal von Carl Schweighofer auf dem Wiener Zentralfriedhof

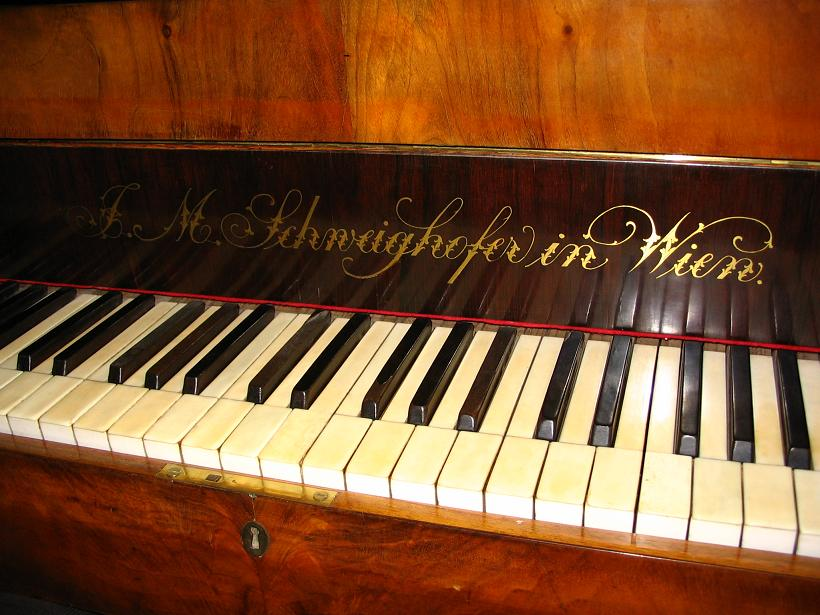
Inschrift auf Innenseite des Klaviaturdeckels

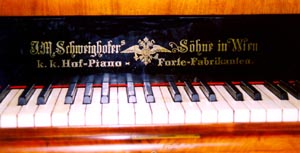
Inschrift ab 1869

Der vermutlich aus Bayern stammende Michael Schweighofer (1771–1809) eröffnete 1792 eine Klavierbauwerkstatt in Wien. Am 11. Dezember 1801 leistete er den Wiener Bürgereid, verstarb aber schon acht Jahre später am 29. Mai 1809. Seine Witwe heiratete den Klavierbauer Johann Joseph Promberger (1779–1834) und führte das Geschäft weiter.
Michaels Sohn Johann Michael Schweighofer (1806–1852) erlernte zunächst bei seinem Stiefvater Promberger das Klaviermacher-Handwerk. Mit 17 Jahren begab er sich auf Reisen nach Frankreich, England, Deutschland und die Schweiz, um weitere Kenntnisse über den Klavierbau zu sammeln. Nach Wien zurückgekehrt, gründete er 1832 ein eigenes Geschäft. 1845 wurden seine Hammerflügel und Klaviere bei der Wiener Gewerbs-Produkten-Ausstellung mit einer goldenen Medaille ausgezeichnet.
Nach Johann Michaels Tod im Jahr 1852 übernahm zunächst sein ältester Sohn Carl Schweighofer (1839–1905) das Geschäft. Unter seiner Leitung erhielt die Firma weitere Preise 1854 auf der deutschen Industrie-Ausstellung in München und auf der Weltausstellung Paris 1867. 1867 trat auch der zweite Sohn Johann Michael Schweighofer (1840–1889) als Teilhaber in das Geschäft ein, und beide Söhne führten die Firma unter dem Namen „J. M. Schweighofer’s Söhne“ weiter. 1869 wurde ihnen der Titel „k.k. Hof-Pianoforte-Fabrikanten“ verliehen und auf der Wiener Weltausstellung 1873 schließlich das "Ehrendiplom".
Zu den Lehrlingen der Firma Schweighofer gehörte um 1860 auch Antonin Petrof (1839–1915), der 1864 eine eigene Klavierfabrik im böhmischen Hradec Králové eröffnete, die bis heute besteht.
1906 übernahm nach dem Tode von Carl Schweighofer dessen Sohn Johann die Firma. 1911/12 kauften die Herren Karbach und Kohn das Klavierbau-Unternehmen. Diese waren Inhaber der Klavierhandelsfirma Bernhard Kohn in Wien. Friedrich Karbach (1869–1942) war Kapellmeister der Wr. Tonkünstler und Komponist. Später kam als weiterer Inhaber von Schweighofer noch Dr. Oskar Karbach hinzu. Ende der 20er Jahre wurde eine Gesellschaft mit beschränkter Haftung mit Namen J. M. Schweighofer gegründet, die aber nur kurz existierte und Klavierhandel betrieb. Es kam zu Wettbewerbsklagen zwischen beiden Unternehmungen; die "alte" Firma Schweighofer brachte an ihren Klavieren im Tastendeckel den Namen SCHWEIGHOFER ORIGINAL an sowie am Resonanzboden den Namen Friedrich Karbach.
Die Familien Kohn und Karbach waren Juden. Sie wurden 1938/39 während der Arisierung enteignet.
Als kommissarischer Leiter für die Firmen Bernhard Kohn und J. M. Schweighofer wurde der Klavierfabrikant Friedrich Ehrbar jun. eingesetzt. 1940 wurden beide Unternehmen aufgelöst.
Im Jahr 1905 wurde in Wien-Neubau (7. Bezirk) die Karl-Schweighofer-Gasse nach Carl Schweighofer benannt. In dieser Straße befindet sich auch ein Stiftungshaus, das noch heute mit dem Schriftzug "Den Armen Wien's gewidmet von Karl Schweighofer" versehen ist.

## Instrumente
Ältere Instrumente von Michael und Johann Michael Schweighofer stehen heute im Germanischen Nationalmuseum in Nürnberg, im Kunsthistorischen Museum Wien sowie im Museum Schloss Kremsegg in Kremsmünster bei Linz. Jüngere Instrumente der Söhne J. M. Schweighofers haben sich in Privatbesitz erhalten.